# Liberal (Missouri)
Liberal – miasto w Stanach Zjednoczonych, w stanie Missouri, w hrabstwie Barton.